# Gudagur, Ranibennur
Gudagur là một làng thuộc tehsil Ranibennur, huyện Haveri, bang Karnataka, Ấn Độ.